# 一澤帆布工業

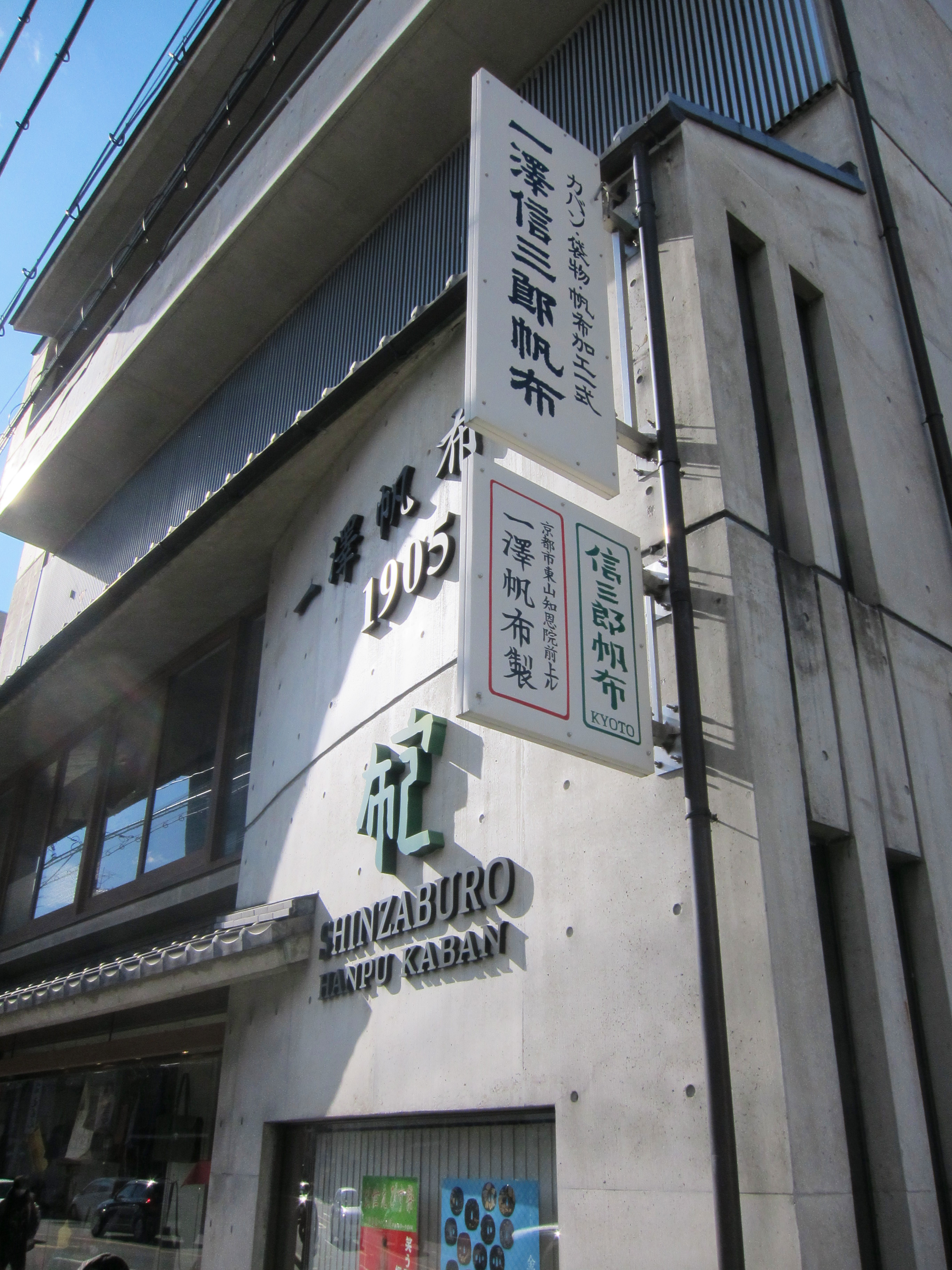
一澤帆布工業・京都市東山区

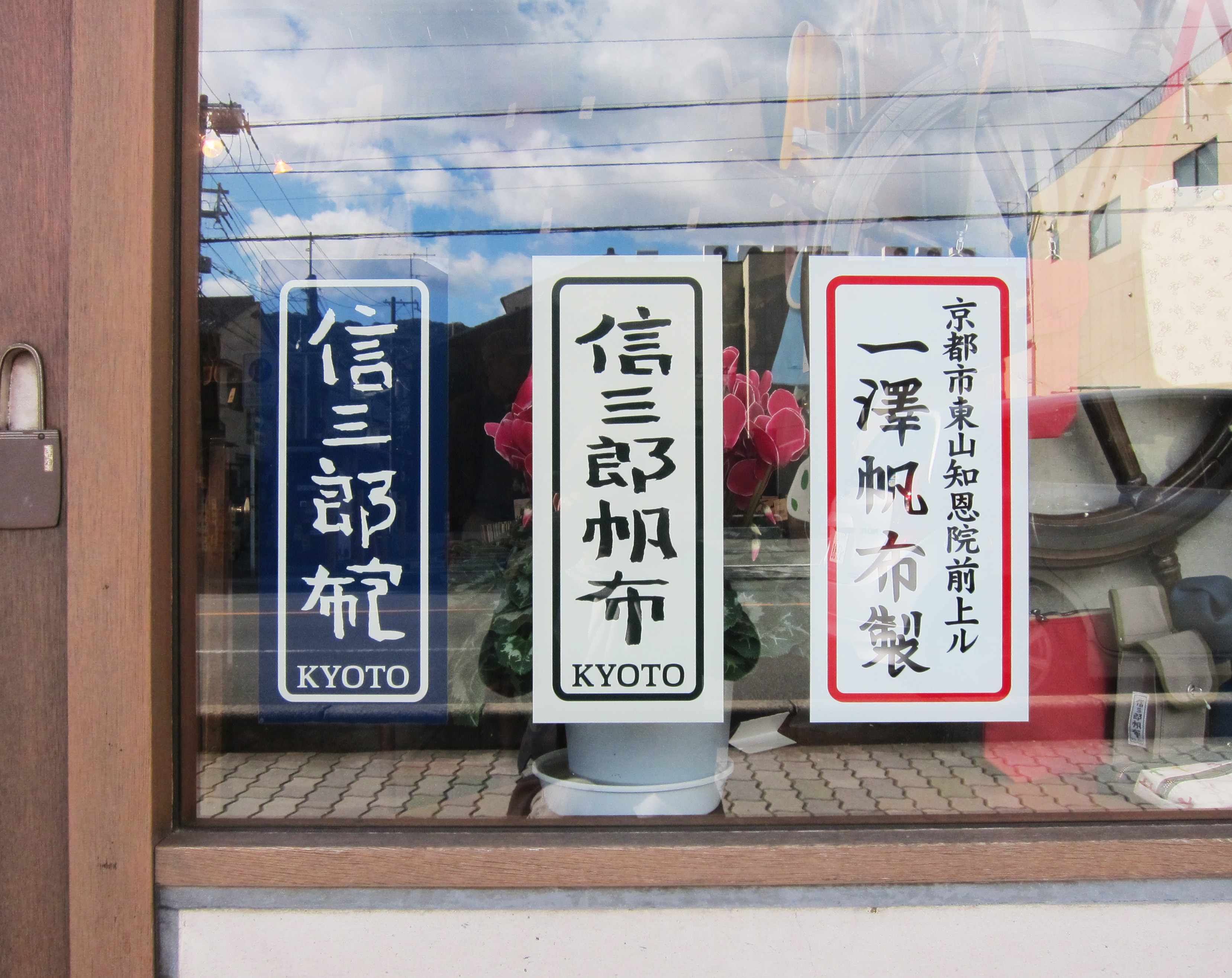
一澤帆布ショップ・京都市東山区

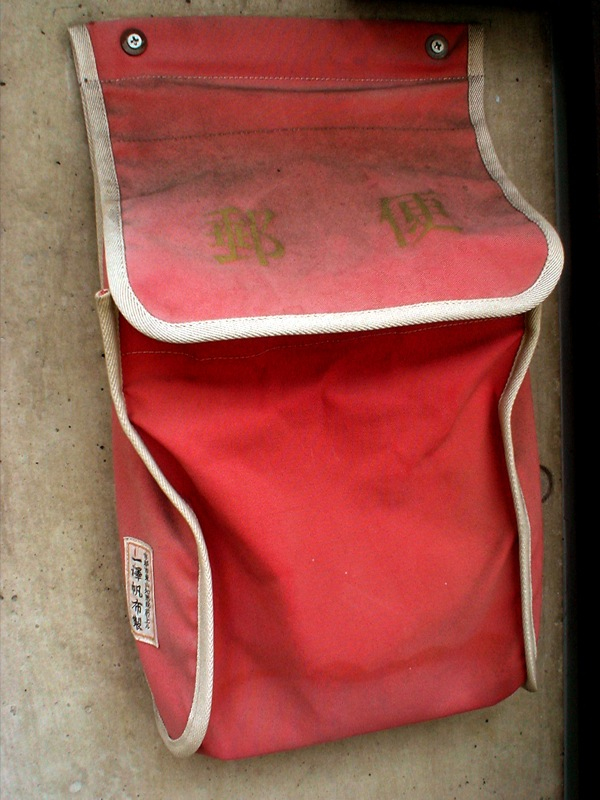
商品

一澤帆布工業株式会社（いちざわはんぷこうぎょう）は、かつて存在した日本の京都府京都市東山区にある布製かばんのメーカーである。「京都市東山知恩院前上ル 一澤帆布製」と縫い込まれた赤枠のタグで知られる。

## 概説
初代一澤喜兵衛（1853年（嘉永6年）生まれ）が行っていた西洋洗濯（クリーニング）や楽団KYOTO BANDが始まり。
現在の一澤帆布は、1905年（明治38年）に創業。大正時代になると2代目一澤常次郎のもとで、薬屋、牛乳屋、大工、植木屋、酒屋などの職人用カバンの製造を行った。3代目一澤信夫は戦後にリュックサックやテントも手がけ、登山用品のトップブランドとなる。また『平凡パンチ』『POPEYE』『an・an』など若者の雑誌や『家庭画報』などに取り上げられたことで注目を集め、一般の顧客も帆布かばんに興味を持ちはじめる。 
1980年に信夫の三男、信三郎が朝日新聞社を退社して家業に戻り、1988年に4代目の社長となる。1992年に本社ビルを新設。家業を継いだ当時は社員わずか10数名の零細企業だったが、老若男女さまざまな人が使える帆布かばんを考案、色数や種類も増やし、約20年かけて社員も70人を超え、帆布かばんを製造直売する店として世間に広く認知されるようになった。
そんな中、2006年（平成18年）、相続をめぐるトラブルにより一時営業休止。同トラブルにより、信三郎とそれまで勤めてきた職人は全員退社し、同様のかばんを取り扱う一澤信三郎帆布を設立。一澤帆布工業の社長となった、信夫の長男・信太郎は新たな職人と素材で2006年（平成18年）10月16日より営業を再開した。しかし2009年（平成21年）6月に裁判で信三郎が逆転勝訴し、信三郎夫妻が3年ぶりに経営に復帰したことに伴い、7月7日から休業した。 2010年（平成22年）、四男喜久夫が「帆布ｶﾊﾞﾝ㐂一澤」（きいちざわ）を開店。 2011年（平成23年）3月28日、信三郎が「一澤帆布製」のブランド復活、並びに4月6日から一澤帆布工業の店舗にて一澤信三郎帆布が営業を再開すると発表した。一澤信三郎帆布が製造することとなった「一澤帆布製」ブランドと、従来の「信三郎帆布」「信三郎布包」は併売されており、現在、一澤信三郎帆布では、「信三郎帆布」「信三郎布包」「一澤帆布製」の3ブランドを展開している。

## 製品の特色
一澤帆布製のかばんは帆布（はんぷ）と呼ばれる綿および麻製の厚布で作られている。実用性の高いデザイン、豊富な色、抜群の耐久性などを特色とし、ブランド品として若者に人気を集め、写真、登山、地質調査などの機材運搬用のかばんとしても根強い支持を受けてきた。販売は京都市東山区にある一澤帆布店のみに限られていた。現在は同じ場所である一澤信三郎帆布の店舗で購入可能である。

## 沿革
- 1905年（明治38年） - 初代喜兵衛が一澤帆布加工所を創業。
- 1961年（昭和36年） - 法人化し、一澤帆布工業株式会社を設立。
- 1980年（昭和55年）4月 - 信三郎（三男）が勤めていた朝日新聞社を退社し、一澤帆布工業に入社。
- 1983年（昭和58年）9月 - 信三郎が代表取締役社長（4代目）に就任。
- 1998年（平成10年）9月25日 - 一澤帆布工業株式会社が商標出願（10月8日に商標登録）。
- 2001年（平成13年）
  - 3月15日 - 信夫（3代目）が死去。
  - 7月 - 信太郎（長男）が遺言書を提出。
  - 9月 - 信三郎が京都地方裁判所に遺言書の無効確認を求めて提訴。
  - 11月30日 - 喜久夫（四男）が一澤帆布工業を退任[2]。
- 2004年（平成16年）12月 - 最高裁判所にて信三郎側の敗訴が確定。
- 2005年（平成17年）12月16日 - 信三郎が代表取締役を解任され、信太郎が代表取締役社長（5代目）に就任。同日付けで、喜久夫（四男）が、再び取締役に就任[3]。
- 2006年（平成18年）
  - 1月29日 - 大徳寺真珠庵山田宗正住職が代表となり、「一澤信三郎さんを応援する会」発足。一口1万円の義援金を募った[4]。
  - 3月1日 - 営業休止。
  - 4月6日 - 信三郎（三男）が新ブランド「一澤信三郎帆布」を、同市東山区稲荷町南組（グランエターナ知恩院前1F）に開店。
  - 10月16日 - 営業再開
- 2007年（平成19年）2月14日 - 信太郎を代表者として会社が、信三郎を商標権侵害等で13億円の支払を求めて提訴。
- 2008年（平成20年）9月22日 - 喜久夫（四男）解任[3]。
- 2009年（平成21年）
  - 6月23日 - 信三郎の妻・恵美が提起していた遺言無効確認と取締役解任の株主総会決議取消の訴訟について、最高裁で原告勝訴判決が下される。これにより信三郎・恵美夫妻を取締役から解任する株主総会決議が取り消される。
  - 7月6日 - 信三郎・恵美夫妻が、3年ぶりに代表取締役に復帰
  - 7月7日 - 一澤帆布は当面の間休業となる
  - 10月21日 - 信三郎ら経営陣に対する13億円の損害賠償を求めた訴訟で、原告の訴えを却下する判決が出る。
  - 12月1日 - 休業期間中の未払い賃金の支払いや地位確認を求め、従業員ら7人が京都地裁に提訴[5]。
- 2010年（平成22年）
  - 7月7日 - 喜久夫（四男）が、新ブランド「帆布カバン喜一澤[注釈 2]」（きいちざわ）を知恩院新門前に開店。
  - 7月13日 - 従業員7人が提訴した訴訟が和解。
- 2011年（平成23年）3月28日 - 信三郎が「一澤帆布」のブランド復活、並びに4月6日から一澤帆布工業の店舗にて営業再開を発表。
- 2012年（平成24年）11月9日 - 高裁にて、信太郎が株主であることを認め、亡信夫が残した第2遺言が「偽造によるものであると認めることはできない」とした[6]。

## 相続トラブルと一時営業休止の経緯

### 信夫の死去と2通の遺言書、信太郎の経営権取得
2001年（平成13年）3月15日に、前会長の一澤信夫（3代目）が死去。会社の顧問弁護士に預けていた信夫の遺言書が開封された。この遺言書（いわゆる「第1の遺言書」）は、1997年（平成9年）12月12日付で作成されたもので、内容は信夫が保有していた会社の株式（発行済み株式10万株のうち約6万2000株）のうち、67%を社長（当時）の三男・信三郎の夫妻に、33%を四男・喜久夫に、銀行預金のほとんどなどを長男・信太郎に相続させるというものだった（次男はこの時点で故人である）。ところが、この遺言書の開封から4ヶ月後の2001年（平成13年）7月に、長男の信太郎（元東海銀行行員）が、自分も生前に預かったと別の遺言書（いわゆる「第2の遺言書」）を持参した。この遺言書は、2000年（平成12年）3月9日付で作成されたもので、内容は信夫保有の会社の株式80%を長男の信太郎に、残り20%を四男・喜久夫（家業に関わっていたが2001年（平成13年）退任）に相続させるというものだった。この通りに相続すれば、信太郎・喜久夫両名で会社の株式の約62%を保有することになる。複数ある遺言書の内容が抵触している場合、その抵触している部分については、もっとも新しい遺言書の内容が有効となる（民法1023条）ため、通常であれば2000年（平成12年）3月の遺言書が有効となるが、2通の遺言書の内容が全く異なることから、「第2の遺言書」の無効確認を求め提訴した。
信三郎は、「第2の遺言書」の作成時点で信夫は既に脳梗塞のために要介護状態で書くのが困難だったこと、「第1の遺言書」が巻紙に毛筆で書いて実印を捺印しているのに対して、「第2の遺言書」が便箋にボールペンで書かれていること、捺印している印鑑が「一澤」ではなく信太郎の登記上の名字「一沢」になっていることから、当時社長だった三男・信三郎は信太郎が保有する「第2の遺言書」は無効だと主張した。信夫の弟で、当時専務だった元社長・恒三郎も同様の疑問を投げかけている。しかし、裁判で信三郎の主張は「無効と言える十分な証拠がない」として認められず、2004年（平成16年）12月に最高裁判所で信三郎の敗訴が確定した。これを受けて、長男・信太郎と四男・喜久夫は、信太郎側の「第2の遺言書」の内容に従い、一澤帆布工業の株式約62%を取得。筆頭株主となった信太郎は、2005年（平成17年）12月16日に臨時株主総会を招集し、一澤信三郎社長（当時）と取締役全員を解任し、代わって信太郎が取締役社長となった。また、喜久夫と信太郎の娘も取締役へ就任した。

### 営業一時休止と信三郎の独立
2006年1月29日、「一澤信三郎さんを応援する会」が発足。大徳寺真珠庵、山田宗正住職が代表となり、義援金を一口一万円で募った。その後、京都政財界で大きな影響力を持つ有力者たちが相次いで三男（信三郎）側の支持を打ち出した。後の「信三郎帆布」開店日に、国内だけでなく海外からも集まった義援金で、「京都新聞」朝刊（第14面）に「それはそれはうれしいカバンです。信三郎さん、ありがとう。」という全面広告が掲載された。
信三郎は、最高裁判決より前の2005年（平成17年）3月に、別会社の有限会社一澤帆布加工所（京都府京都市東山区進之町584、西村結城代表取締役）を設立しており、一澤帆布工業の製造部門の職人65人全員が、長年社長を務めた信三郎を支持して同社へ転籍し、一澤帆布加工所が、一澤帆布工業から店舗と工場を賃借する形で製造を継続していた。信三郎の一澤帆布工業社長解任後、信太郎は京都地方裁判所に店舗と工場の明け渡しを求める仮処分申請を行う。申請は認められ、2006年（平成18年）3月1日に強制執行された。その際、信三郎だけでなく、一澤帆布加工所へ転籍した職人たちも共に店を退去。一澤帆布工業は事実上、製造部門を全て失った形となり、2006年（平成18年）3月6日に一澤帆布店は営業を休止した。
信太郎の一澤帆布工業は、新たに本社近くに職人を10人、四国にある別法人の工場で18人（外注）の計28人の職人を確保し、材料である帆布を別の業者からの仕入れに切り替え、一澤喜久夫（四男）の技術指導の下、従前の帆布かばんを再現し、2006年（平成18年）10月16日より営業を再開。2007年（平成19年）2月には、信太郎サイドは京都七条公共職業安定所を通して、職人5人を新たに募集。32歳までなら未経験者でも応募可能だとしている。なお、この際の開示情報によると、同月時点での従業員は10人。
一方、信三郎の一澤帆布加工所は、別に工場を確保。2006年（平成18年）3月21日に、「信三郎帆布」と「信三郎かばん（かばんは、左が布で、右が包）」を新たなブランド名とすることを発表。新しく設立する販売会社の株式会社一澤信三郎帆布から、一澤帆布加工所が製造の委託を受ける形で再始動。2006年（平成18年）4月6日には、「信三郎帆布」（しんざぶろうはんぷ）を一澤帆布店の道路（東山通）を隔てた斜向かいに開店した（後に一澤帆布店の並びに移転）。信三郎は、判決確定後も、「遺言書は贋物」「（2通目の）遺言書の内容は故人の人格を踏みにじったものだ」などと繰り返し公言しており、この騒動の顛末に対して不満を表明している。また、これまで鞄生地を納めてきた朝日加工は、信三郎を支持して一澤帆布との取引を拒否。一澤帆布へランドセルの製造を委託していた同志社小学校は、今後は一澤信三郎帆布に委託することを表明した。

### 信太郎・信三郎の訴訟合戦
2006年（平成18年）3月3日、信三郎の妻が原告となって、信太郎らを相手に、遺言書の無効確認と取締役解任の株主総会決議の取り消しを求めた訴えを、京都地方裁判所に提起する。遺言無効確認訴訟は、相続人全員で訴えることを必要とする固有必要的共同訴訟ではなく、相続人一人が訴えることのできる通常共同訴訟であり、原告と被告の間に限った判断が行われるため、最初の訴訟では原告になっていなかった妻には最初の敗訴判決の効力（既判力）が及ばず、再び同様の訴えが提起できたものと推測される。逆に信太郎は、2007年（平成19年）2月14日に、信三郎らそれまでの経営陣に対し、類似の商標を使用して競業行為を行なった商標権侵害と、株主総会の決議を経ずに役員報酬を受け取った等で、13億円の損害賠償請求訴訟を提起する。この裁判に関しては、信三郎は裁判に消極的で、お互いに商品で勝負すべきと発言していた。
遺言書無効確認の裁判では、京都地方裁判所の一審判決で信三郎による訴えと同様に請求は棄却された。しかし、2008年（平成20年）11月27日、大阪高等裁判所（大和陽一郎裁判長）は、原判決（第一審判決）を取り消し、遺言書は偽物で無効と確認。それとともに、遺言が無効になると、信太郎らの保有する株式だけでは株主総会の定足数を欠き、手続に瑕疵（問題）があることになるため、信三郎らの取締役解任を決定した2005年（平成17年）12月16日の臨時株主総会の決議を取り消す、原告側逆転勝訴の判決を言い渡した。重要な文書なのに実印でない認印が使われる事や信夫が生前こだわって使用していた「一澤」ではなく「一沢」が使用されたなどの不自然な点があり、真正とは認められないとの理由からである。さらに、2009年（平成21年）6月23日、最高裁判所第三小法廷（藤田宙靖裁判長）は、この大阪高裁判決を支持し、社長となっていた信太郎の上告を棄却した。これにより、遺言は無効で、信三郎らの取締役解任を決定した株主総会決議を取り消すとの判決が確定した。
また、遺言書無効確認の最高裁判決の結果を受けて、2009年（平成21年）10月21日には、会社が信三郎ら経営陣に対して提起していた13億円の損害賠償請求訴訟が、信太郎には代表権限がなく、訴えが不適法であったとして、京都地方裁判所が原告の訴えを退ける判決をする。

### 信三郎夫妻の復帰と一澤帆布製品の復活
裁判の結果を受け、2009年（平成21年）7月6日に、信三郎・恵美夫妻が代表取締役に復帰し、翌7月7日より、一澤帆布は当面の間休業となる。
信三郎が会社を追われていた3年の間に新たに採用されていた従業員に対しては、自宅待機を命じ、希望退職者を募る。しかし、退職勧奨に反発する一部の従業員達が、2009年（平成21年）7月27日に労働組合を結成。2009年（平成21年）12月1日、労働組合の従業員が、地位確認と休業中の賃金全額支給を求めて、京都地裁へ提訴するが、その10日後の12月11日には、従業員全員に解雇予告通知書が送付された。
2010年（平成22年）1月26日から京都地裁で始まった裁判では、経営悪化による閉店・解雇を主張する信三郎・恵美夫妻側に対し、従業員側は経営は悪化していなかったとして、双方の主張が対立した。2010年（平成22年）7月13日、従業員の地位を解雇ではなく労使双方が合意の元で退社したものとした上で、会社側が従業員側に合計約1800万円の和解金を支払うとする内容で和解が成立した。
2011年（平成23年）3月28日、信三郎が元の一澤帆布工業の店舗にて「一澤信三郎帆布」の営業を再開すると発表、4月6日に「一澤信三郎帆布」の営業を再開すると共に5年ぶりに「一澤帆布製」のタグのついた商品が復活した。この後は、一澤信三郎帆布として、「信三郎帆布」「信三郎布包」「一澤帆布製」の3ブランドで製品を展開している。

### その後の訴訟
2009年（平成21年）11月、今度は信太郎が信三郎夫妻を相手に京都地裁に提訴。会社の株主権や経営権などを求めた。しかし、2011年8月に京都地裁は、信太郎と信三郎の間に限定しての株式相続権のみ認め、その他は棄却した判決を下した。信太郎はこの判決を不服とし、大阪高裁に控訴する方針を示した。
2012年（平成24年）11月、長男・信太郎が、一澤帆布工業、三男・信三郎、妻・恵美、四男・喜久夫、その他1名を相手取り控訴した、その結果、信太郎に4万6180株の保有を認め、信太郎の持つ信夫の遺言、所謂『第2の遺書』が、「偽造によるものであると認めることはできない」との判決を下した。しかし、この判決は経営権に影響はなかった。
なお、一連の裁判で一澤帆布工業取締役の地位を失った四男・喜久夫は、新ブランド「帆布カバン㐂一澤（きいちざわ）」を新たに設立し、2010年（平成22年）7月7日に、一澤帆布・信三郎帆布の両店舗のそば（東山区東大路通新橋上ル）に開店した。。ちなみに製造部の住所は旧一澤帆布東工場と同一である。

## 受賞歴
- 1989年 (平成元年） - ｢京都デザイン優品｣ だ円型手さげバッグ(入選) 一澤喜久夫[19]
- 1991年（平成3年） - ｢京都デザイン優品｣ ファスナー付手さげバッグ(銅賞) 一澤恒三郎[20],スリーウェイバッグ (入選)一澤喜久夫[21]、携帯箸ケース(入選) 一澤信三郎[21]
- 1993年（平成5年） - ｢京都デザイン優品｣ 筒型ショルダーバッグ(銀賞) 入江祐子[22],リユック(銅賞) 一澤喜久夫[23],郵便ポスト(入選) 一澤信夫[24]
- 1994年（平成6年） - ｢京都デザイン優品｣ 麻製ショルダーバッグ(商品デザイン部門) 一澤信夫[25]、帆布製ボストンバッグ(商品デザイン部門) 一澤喜久夫[26]
- 1997年（平成9年） - ｢京都デザイン優品｣ 電工袋(商品デザイン部門) 一澤常次郎[27]
- 1998年（平成10年） - ｢京都デザイン優品｣ 腕時計(商品デザイン部門) 一澤信三郎[28]

## ギャラリー

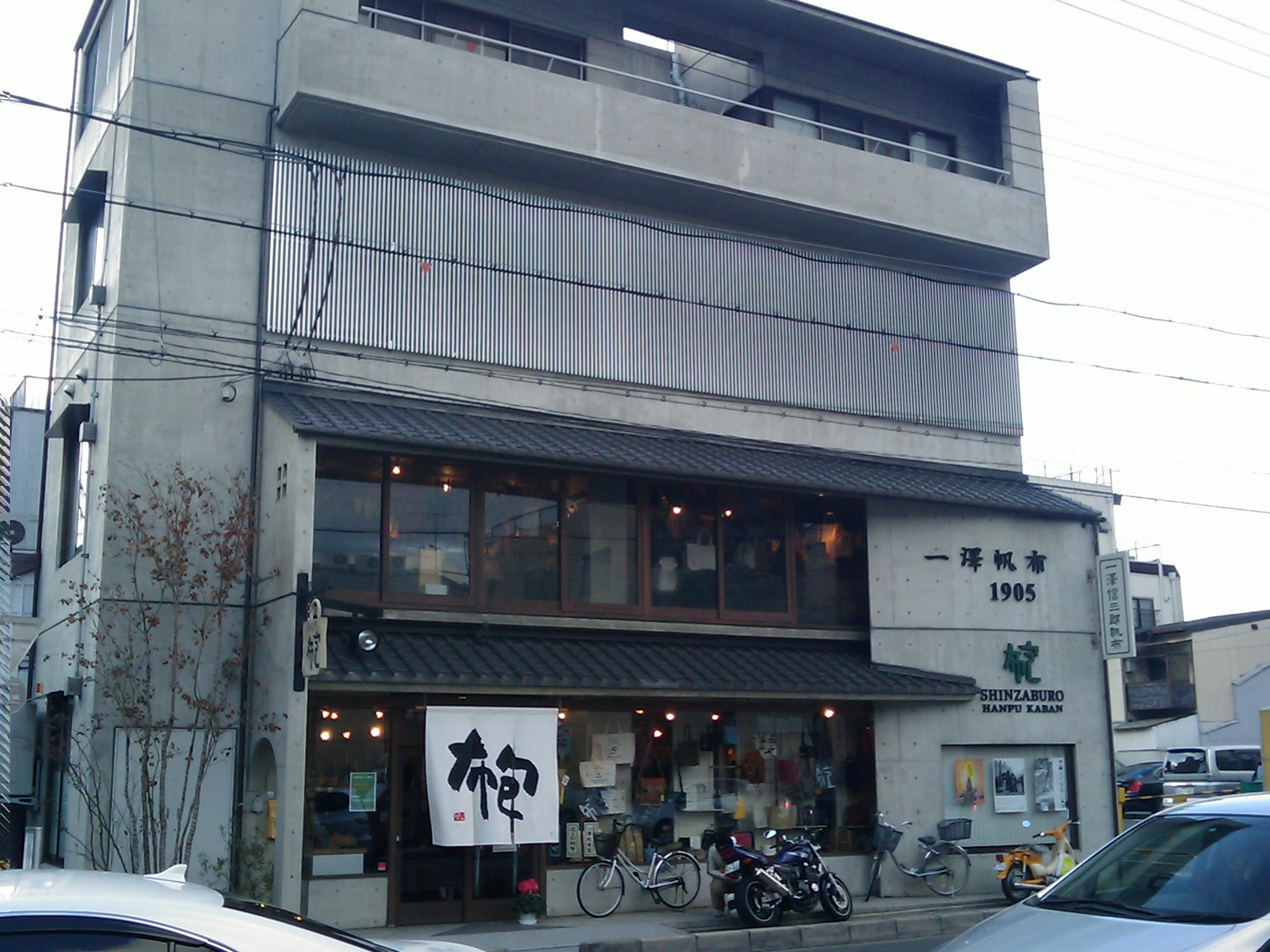
一澤帆布工業・一澤信三郎帆布（三男）
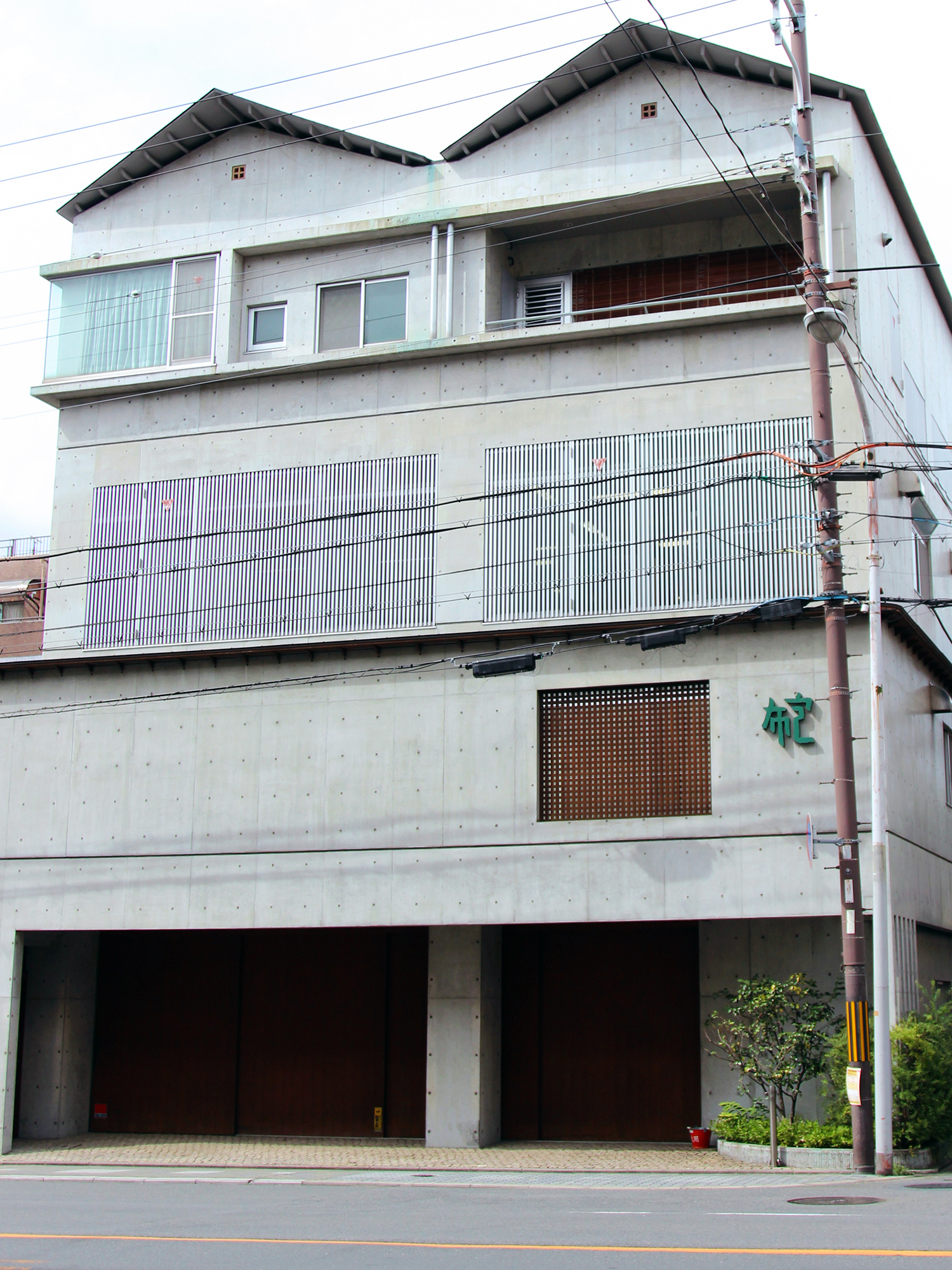
一澤信三郎帆布北工房（三男）
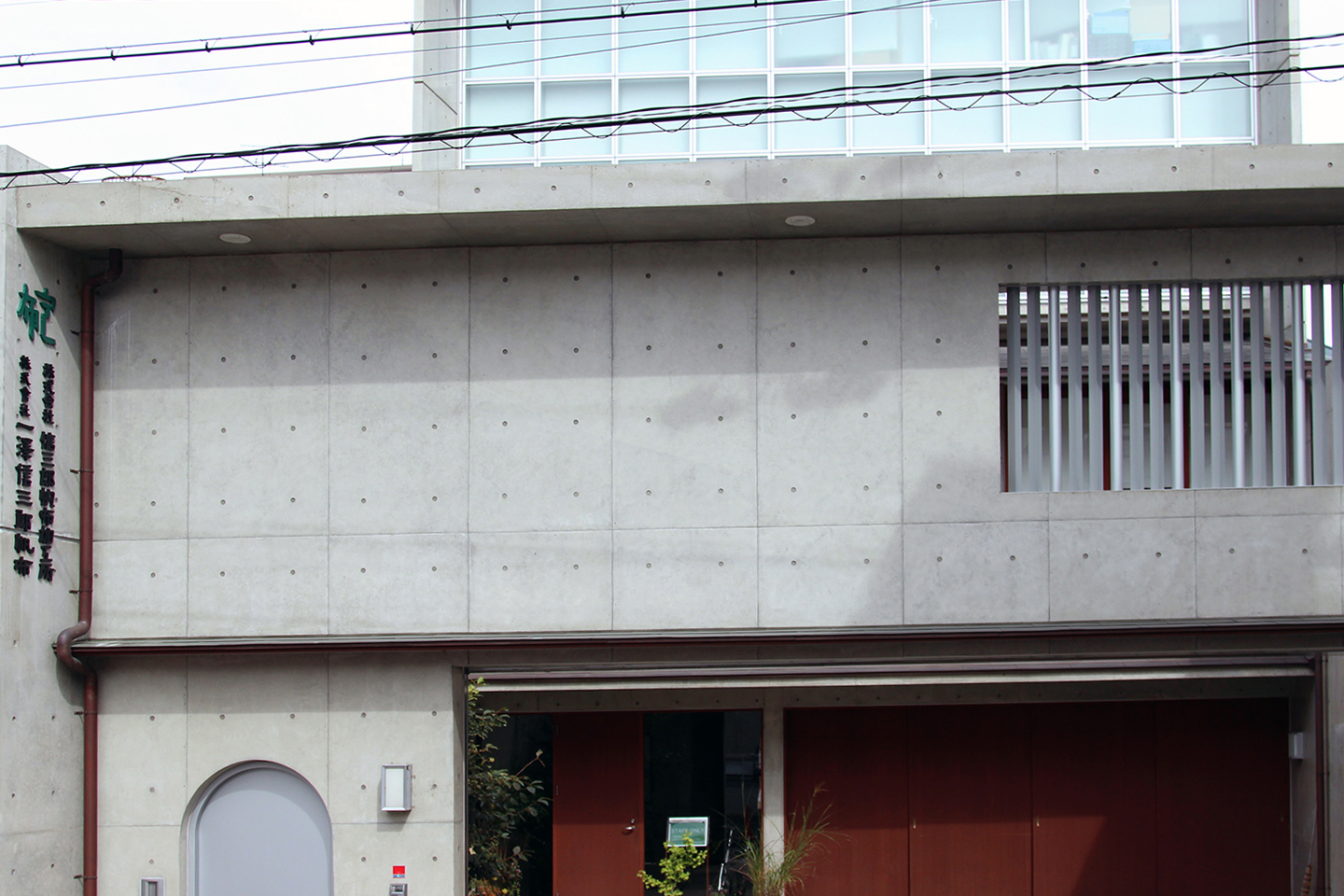
一澤信三郎帆布東山工房・事務所（三男）
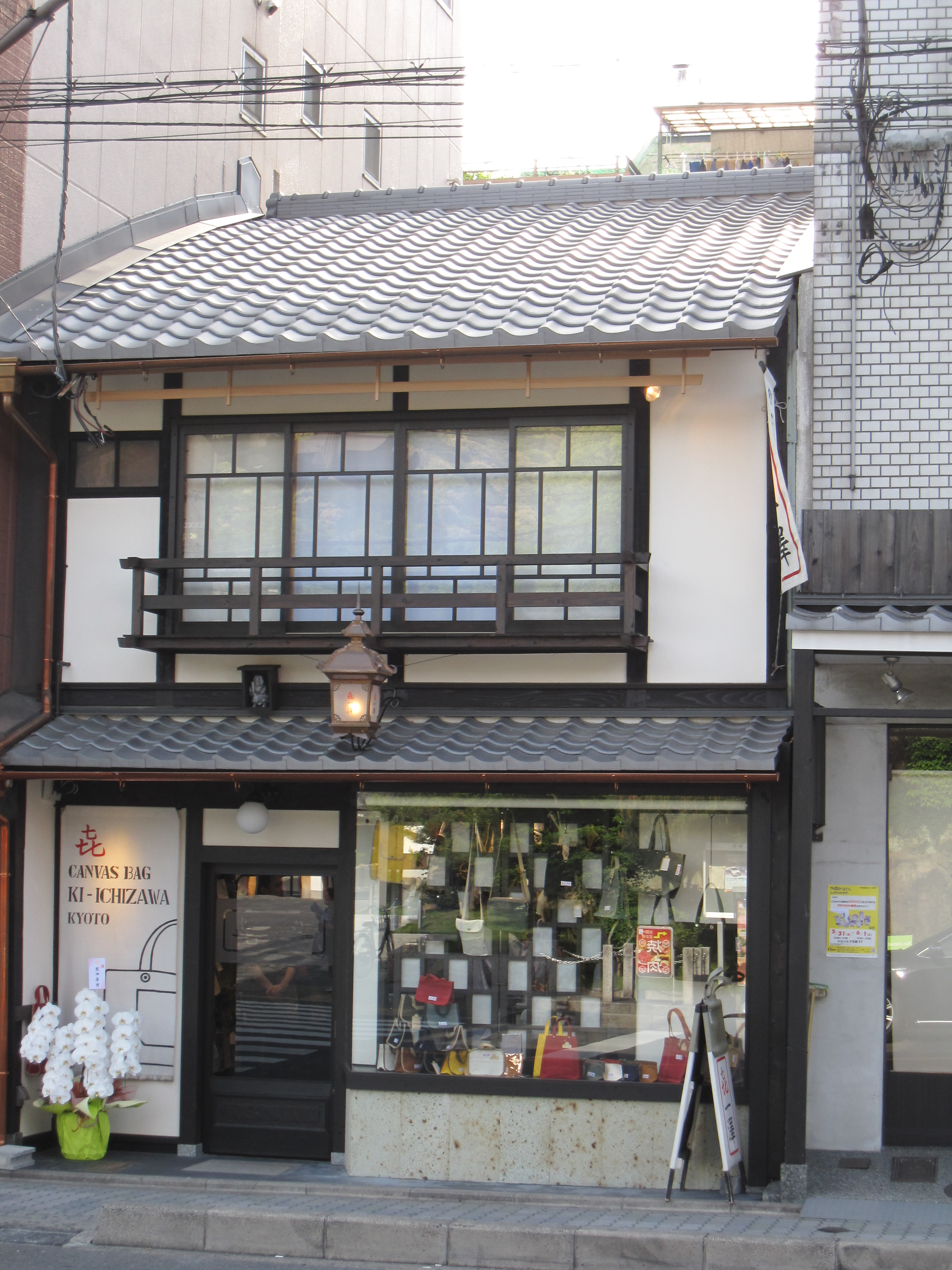
喜一澤店舗（四男）
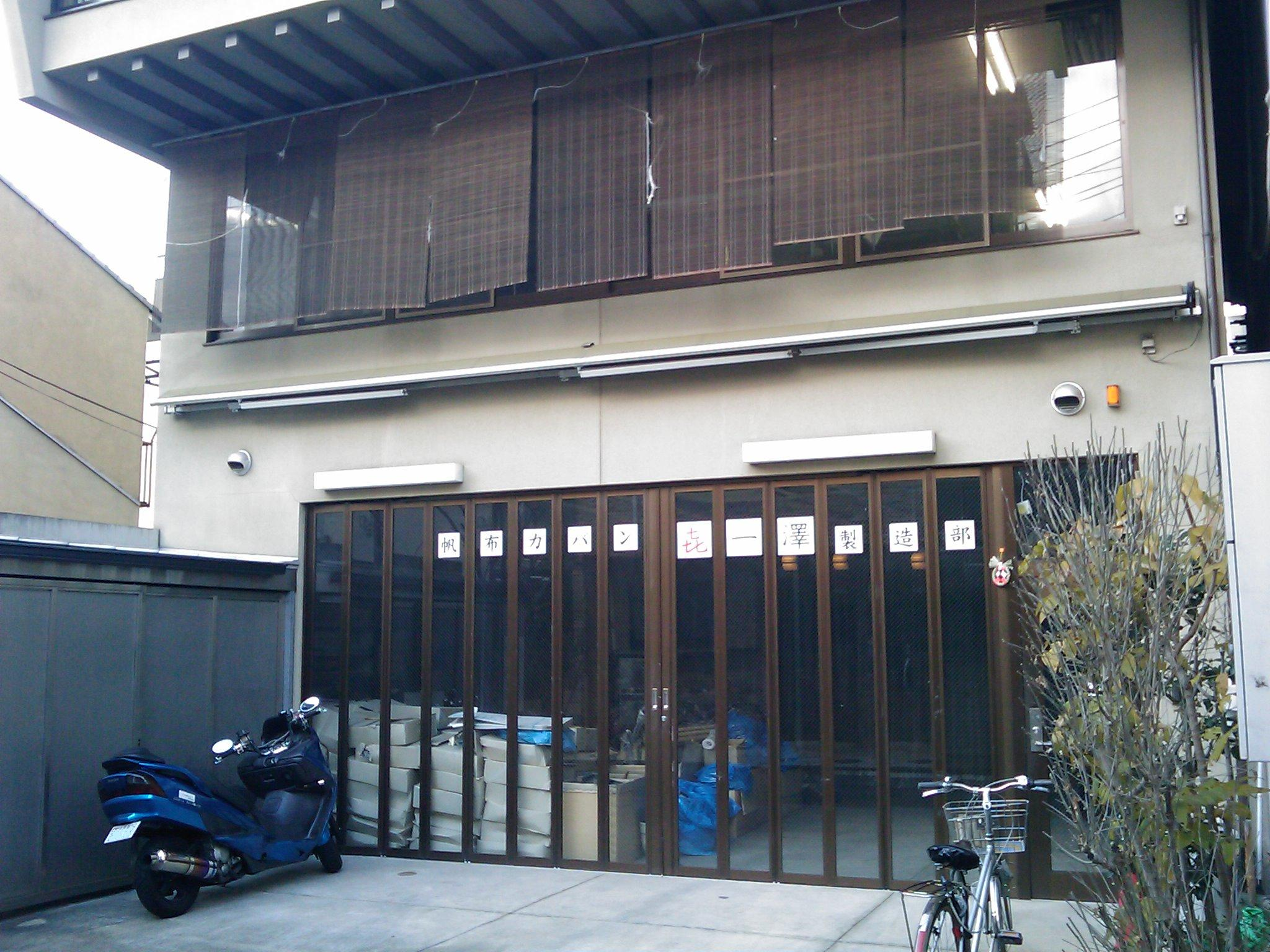
喜一澤製造部（四男）